# 2001–2002-es EHF-bajnokok ligája
A 2001–2002-es EHF Bajnokok Ligája az európai kézilabda-klubcsapatok legrangosabb tornájának 42. kiírása, ezen a néven pedig a 9. A bajnokság címvédője a spanyol Portland San Antonio. Magyarországról egy csapat vett részt a küzdelmekben, a bajnoki címvédő Fotex Veszprém KC, amely automatikusan selejtező nélkül a főtáblán kezdett.
A döntőbe a Fotex Veszprém KC és a német SC Magdeburg jutott. A döntőt az SC Magdeburg nyerte, miután a döntő első mérkőzésén Veszprémben elszenvedett két gólos vereséget követően hazai környezetben öt góllal győzni tudott. A német csapat 1978 és 1981 után harmadszor tudta megnyerni a kupát, a veszprémi csapat pedig története során először jutott el a Bajnokok ligája döntőjéig.

## Lebonyolítás
A Bajnokok ligája kétkörös selejtezőjéből 8 csapat jutott be a csoportkörbe, ahová további 8 csapat automatikusan került. A csoportkörben négy négycsapatos csoportot sorsoltak ki, amelyből az első két helyezettek jutottak be a negyeddöntőbe. Innentől egyenes kieséses rendszerben folytatódott a torna, minden párharcban, így a döntőben is két mérkőzést: egy otthonit és egy idegenbelit vívtak a csapatok.

## Csoportkör

### A csoport
| #  | Csapat               | M | Gy | D | V | G+  | G–  | Gk  | P |
| -- | -------------------- | - | -- | - | - | --- | --- | --- | - |
| 1. | Portland San Antonio | 6 | 4  | 1 | 1 | 188 | 152 | +36 | 9 |
| 2. | KIF Kolding          | 6 | 4  | 1 | 1 | 159 | 141 | +18 | 9 |
| 3. | Sporting CP          | 6 | 2  | 0 | 4 | 132 | 149 | –17 | 4 |
| 4. | RK Lovćen            | 6 | 1  | 0 | 5 | 110 | 147 | –37 | 2 |

| POR   | KOL   | SPO   | LOV   |
| ----- | ----- | ----- | ----- |
|       | 28–28 | 36–26 | 39–19 |
| 27–26 |       | 33–22 | 20–18 |
| 28–31 | 24–23 |       | 10–0  |
| 24–28 | 23–28 | 26–22 |       |

### B csoport
| #  | Csapat                | M | Gy | D | V | G+  | G–  | Gk  | P  |
| -- | --------------------- | - | -- | - | - | --- | --- | --- | -- |
| 1. | RK Metković Jambo     | 6 | 5  | 0 | 1 | 166 | 138 | +28 | 10 |
| 2. | Redbergslids IK       | 6 | 5  | 0 | 1 | 167 | 151 | +16 | 10 |
| 3. | Sandefjord TIF        | 6 | 2  | 0 | 4 | 161 | 164 | –3  | 4  |
| 4. | Hapoel Rishon Le Zion | 6 | 0  | 0 | 6 | 151 | 192 | –41 | 0  |

| MET   | RED   | SAN   | HAP   |
| ----- | ----- | ----- | ----- |
|       | 26–21 | 35–23 | 28–23 |
| 23–19 |       | 29–28 | 35–30 |
| 20–22 | 24–32 |       | 32–21 |
| 28–36 | 24–27 | 25–34 |       |

### C csoport
| #  | Csapat         | M | Gy | D | V | G+  | G–  | Gk  | P  |
| -- | -------------- | - | -- | - | - | --- | --- | --- | -- |
| 1. | RK Celje       | 6 | 5  | 0 | 1 | 176 | 160 | +16 | 10 |
| 2. | CB Ademar León | 6 | 4  | 0 | 2 | 177 | 159 | +18 | 8  |
| 3. | HBC Karvina    | 6 | 2  | 0 | 4 | 170 | 178 | –8  | 4  |
| 4. | CSZKA Moszkva  | 6 | 1  | 0 | 5 | 155 | 181 | –26 | 2  |

| CEL   | ADE   | KAR   | MOS   |
| ----- | ----- | ----- | ----- |
|       | 28–26 | 31–21 | 28–26 |
| 31–30 |       | 31–25 | 34–24 |
| 31–32 | 29–27 |       | 33–25 |
| 25–27 | 23–28 | 32–31 |       |

### D csoport
| #  | Csapat            | M | Gy | D | V | G+  | G–  | Gk  | P  |
| -- | ----------------- | - | -- | - | - | --- | --- | --- | -- |
| 1. | Fotex Veszprém KC | 6 | 5  | 0 | 1 | 157 | 130 | +27 | 10 |
| 2. | SC Magdeburg      | 6 | 3  | 2 | 1 | 162 | 141 | +21 | 8  |
| 3. | Vardar Szkopje    | 6 | 1  | 1 | 4 | 152 | 175 | –23 | 3  |
| 4. | S. O. Chambéry    | 6 | 1  | 1 | 4 | 149 | 174 | –25 | 3  |

| VES   | MAG   | VAR   | CHA   |
| ----- | ----- | ----- | ----- |
|       | 24–20 | 27–22 | 29–13 |
| 25–22 |       | 33–19 | 31–23 |
| 24–27 | 27–27 |       | 32–30 |
| 26–28 | 26–26 | 31–28 |       |

## Egyenes kieséses szakasz
Az egyenes kieséses szakaszba 8 csapat jutott. Egy otthoni és egy idegenbeli mérkőzés után az összesített eredménnyel dőlt el a továbbjutás sorsa. A döntő ugyanígy két mérkőzéses volt.

### Negyeddöntők
| 1. csapat            | Össz. | 2. csapat         | 1. mérk. | 2. mérk. |
| -------------------- | ----- | ----------------- | -------- | -------- |
| Redbergslids IK      | 58—60 | KIF Kolding       | 31–30    | 27–30    |
| Portland San Antonio | 50—48 | RK Metković Jambo | 28–21    | 22–27    |
| SC Magdeburg         | 57—56 | RK Celje          | 29–31    | 28–25    |
| CB Ademar León       | 40—57 | Fotex Veszprém KC | 22–27    | 18–30    |

### Elődöntők
| 1. csapat         | Össz. | 2. csapat            | 1. mérk. | 2. mérk. |
| ----------------- | ----- | -------------------- | -------- | -------- |
| Fotex Veszprém KC | 48–46 | Portland San Antonio | 27–19    | 21–27    |
| SC Magdeburg      | 57–44 | KIF Kolding          | 29–19    | 28–25    |

### Döntő
| 1. csapat         | Össz. | 2. csapat    | 1. mérk. | 2. mérk. |
| ----------------- | ----- | ------------ | -------- | -------- |
| Fotex Veszprém KC | 48–51 | SC Magdeburg | 23–21    | 25–30    |

## Statisztikák

### Góllövőlista
| #   | Játékos             | Csapat               | Gól |
| --- | ------------------- | -------------------- | --- |
| 1.  | Nenad Peruničić     | SC Magdeburg         | 83  |
| 2.  | Zlatko Saračević    | Fotex Veszprém KC    | 63  |
| 2.  | Ólafur Stefánsson   | SC Magdeburg         | 63  |
| 2.  | Bilal Šuman         | KIF Kolding          | 63  |
| 5.  | Sven Martin Boquist | Redbergslids IK      | 56  |
| 6.  | Pepi Manaszkov      | Vardar Szkopje       | 53  |
| 7.  | Nedeljko Jovanović  | Portland San Antonio | 49  |
| 8.  | Mirza Džomba        | Fotex Veszprém KC    | 48  |
| 9.  | Aleš Pajovič        | RK Celje             | 45  |
| 10. | Pásztor István      | Fotex Veszprém KC    | 42  |